# جانيماد (غوته)

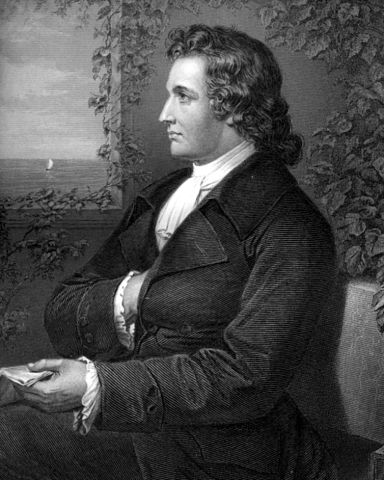
يوهان فولفغانغ فون غوته

جانيماد (بالألمانية: Ganymed) قصيدة من تأليف الشاعر الألماني يوهان فولفغانغ فون غوته، القصيدة تدور حول شخصية الميثولوجيا الإغريقية جانيمادس (بالإغريقية: Γανυμήδης). ظهرت القصيدة في المجلد الثاني من الأعمال الكاملة لغوته في قسم «قصائد متنوعة» (Vermischte Gedichte) بالضبط بعد قصيدته الأخرى «بروميثيوس» ومن المفترض اعتبار القصيدتين كزوج، وكلاهما ينتميان إلى الفترة من 1770 إلى 1775، بروميثيوس يمثل روح التمرد بعد أن رُفض من قبل زيوس (على أنه الإله) وعلى النقيض جانيمادس الذي أحبه وأغواه زيوس. القصيدة تم تحويلها إلى موسيقى بواسطة فرانز شوبرت وهوجو وولف

## وصلات خارجية
| - جانيماد، على كتب جوجل. - جانيماد، على موقع أمازون. - جانيماد، على ويكي مصدر الألمانية. | - جانيماد، على ويكي مصدر الإنجليزية (مترجم إلى الإنجليزية). - جانيماد، على الفهرس العالمي. - جانيماد، على مكتبة جامعة هارفارد. |  |